# Stephanopis bicornis
Stephanopis bicornis là một loài nhện trong họ Thomisidae.
Loài này thuộc chi Stephanopis. Stephanopis bicornis được Ludwig Carl Christian Koch miêu tả năm 1874.